# Reggenza di Pulang Pisau
La reggenza di Pulang Pisau (in indonesiano: Kabupaten Murung Raya) è una reggenza dell'Indonesia, situata nella provincia di Kalimantan Centrale.